# Battlefleet Gothic: Armada 2
Battlefleet Gothic: Armada 2 ist ein Echtzeit-Strategiespiel des französischen Entwicklerstudios Tindalos Interactive in der futuristischen Rollenspielwelt Warhammer 40.000. Es ist der Nachfolger zu Battlefleet Gothic: Armada und erschien über den französischen Publisher Focus Home Interactive am 24. Januar 2019 für Windows. Es basiert auf dem Tabletop-Spiel Raumflotte Gothic.

## Handlung
Das Spiel besitzt insgesamt drei Kampagnen. Sie spielen alle zur Zeit des Gathering-Storm-Szenarios während des 13. Schwarzen Kreuzzugs von Chaos-Kriegsfürst Abaddon gegen das menschliche Imperium. Im Tutorial zerstören die Chaosmächte die imperiale Festungswelt Cadia. Rettung erhofft sich die Menschheit von Admiral Spire, dem Helden des Vorgängers, der nach 800 Jahren im Warp wieder zurückkehrt, um die Menschheit in der ersten Kampagne in den Kampf gegen Abbadons Streitkräfte zu führen. Parallel erwachen die Roboterwesen der Necrons und versuchen in einer zweiten Kampagne, wieder zu alter Größe zu gelangen. Die dritte Kampagne thematisiert das Volk der Tyranniden, das von ihrem Hunger nach immer neuer Biomasse dazu getrieben wird, alle Planeten zu erobern und zu zerstören, derer sie habhaft werden können.

## Entwicklung
Das Spiel wurde im Januar 2018 angekündigt und sollte zunächst noch im Laufe des Jahres veröffentlicht werden. Im September 2018 verkündete Focus Home Entertainment dann jedoch die Verschiebung auf Januar 2019.

## Rezeption
Das Spiel erhielt gemäß Metacritic mehrheitlich positive Wertungen (77 von 100).

„Die tollen taktischen Weltraumschlachten hätten mehr Abwechslung und ein besseres Kampagnen-Design verdient.“

“Involved, spectacular, space battles packaged into satisfying campaigns, and great fan service too.”

„Komplex, spektakulär, Raumschlachten verpackt in zufriedenstellende Kampagnen und auch noch großartiger Fanservice.“